# Phileosimias
Phileosimias («союзник Eosimias») — це вимерлий рід приматів із двома видами, P. kamli та P. bahuiorum, які, як вважають, належать до ранніх вищих приматів.
Marivaux та ін. у 2005 році оголосили про відкриття скам'янілостей двох нових видів, Phileosimias kamali та Phileosimias brahuiorum, знайдених на пагорбах Бугті в Пакистані. Вони дійшли висновку, що Phileosimias майже напевно є ранніми вищими приматами. Проте вони вважали, що скам'янілостей (насамперед зразків зубів) недостатньо, щоб класифікувати їх як Eosimiidae (разом з іншими ранніми мавпами) або чи достатньо вони відрізнялися, щоб віднести їх до окремої групи. Форми їхніх молярів і премолярів відрізняються від видів, які вже класифікуються як Eosimidae.
Ці два види — Phileosimias brahuiorum і Phileosimias kamali, який трохи більший, але обидва, за оцінками, важили близько 250 грамів. Вони збереглися в епоху раннього олігоцену.